# مرسا
مرسا (به لاتین: Mersa) یک منطقهٔ مسکونی در اتیوپی است. مرسا ۱٬۶۰۰ متر بالاتر از سطح دریا واقع شده‌است.